# Galicia Sempre
Galicia Sempre (Ga.S, Galicia Siempre) es un partido político fundado por Manuel Martínez Núñez.
En las elecciones municipales de 2019 consiguió la mayoría absoluta en el municipio de Becerreá 
llegando a siete concejales municipales entre Becerreá, con 5 escaños, Meira y Sarria, estos dos municipios con un concejal cada uno.
En las Elecciones al Parlamento de Galicia de 2024 se presenta en la coalición electoral Espazo Común Galeguista.